# Chorodna erebusaria
Chorodna erebusaria är en fjärilsart som beskrevs av Walker 1860. Chorodna erebusaria ingår i släktet Chorodna och familjen mätare. Inga underarter finns listade i Catalogue of Life.